# Diphucephala mastersi
Diphucephala mastersi är en skalbaggsart som beskrevs av Macleay 1886. Diphucephala mastersi ingår i släktet Diphucephala och familjen Melolonthidae. Inga underarter finns listade i Catalogue of Life.